# Publio Valerio Potito Publicola
Publio Valerio Potito Publicola (fl. IV secolo a.C.) è stato un politico e militare romano.

## Primo tribunato consolare
Nel 386 a.C. fu eletto tribuno consolare con Quinto Servilio Fidenate, Marco Furio Camillo, Lucio Orazio Pulvillo, Lucio Quinzio Cincinnato Capitolino e Servio Cornelio Maluginense.
Quando Anzio riprese le armi contro Roma, sostenuta anche da giovani fuoriusciti Latini ed Ernici, il Senato decise di affidare le operazioni belliche a Furio Camillo, che volle con sé il collega Publio Valerio. A Quinto Servilio fu affidato il compito di organizzare un esercito da porre nella campagna romana, a difesa della città da possibili attacchi degli Etruschi, a Lucio Quinzio fu affidato il compito di presidiare le mura cittadine, a Lucio Orazio di organizzare tutto l'approvvigionamento di guerra e a Servio Cornelio l'amministrazione della città.
Marco Furio in qualità di dittatore e che per quest'ultimo egli stesso sarebbe stato alla stregua di un maestro di cavalleria. Di conseguenza le speranze di vincere la guerra avrebbero dovuto essere in proporzione alla fiducia nutrita nei confronti di quell'unico comandante.»
(Tito Livio, "Ab Urbe Condita", VI, 6.)
Publio affiancò Camillo anche nella conduzione della guerra contro gli Etruschi, che avevano posto sotto assedio le città alleate di Sutri e Nepi.

## Secondo tribunato consolare
Nel 384 a.C. fu eletto tribuno consolare Marco Furio Camillo, Gaio Papirio Crasso, Servio Cornelio Maluginense, Servio Sulpicio Rufo e Tito Quinzio Cincinnato Capitolino.
Tutto l'anno fu segnato dalla vicenda del processo condotto contro Marco Manlio Capitolino, conclusasi con la sua condanna a morte.

## Terzo tribunato consolare
Nel 380 a.C. fu eletto tribuno consolare con Servio Cornelio Maluginense, Gneo Sergio Fidenate Cosso, Licinio Menenio Lanato, Lucio Valerio Publicola.
L'anno fu contrassegnato dalle dispute tra patrizi e plebei sulla questione dei cittadini romani tratti in schiavitù per debiti. Dei contrasti interni provarono ad approfittarne gli abitanti di Preneste, che arrivarono fin sotto a porta Collina. Allora per scongiurare il pericolo esterno, ma anche per limitare il potere dei tribuni della plebe, il Senato nominò dittatore Tito Quinzio Cincinnato Capitolino che condusse i romani alla vittoria contro i Prenestini.

## Quarto tribunato consolare
Nel 377 a.C. fu eletto tribuno consolare con Gaio Veturio Crasso Cicurino, Lucio Quinzio Cincinnato Capitolino, Lucio Emilio Mamercino, Servio Sulpicio Pretestato, Gaio Quinzio Cincinnato.
Durante il tribunato Roma dovette far fronte alla solita minaccia dei Volsci, cui questa volta si erano uniti i Latini.
Organizzata la leva, l'esercito fu diviso in tre parti, uno a difesa della città, una a difesa della campagna romana, e il grosso fu inviato a combattere i nemici, agli ordini di Lucio Emilio e Publio Valerio.
Lo scontro campale si svolse nei pressi di Satrico e fu favorevole ai romani, nonostante la forte resistenza dei Latini, che dai romani avevano adottato le tecniche di battaglia. Mentre i Volsci si ritirarono ad Anzio, dove trattarono la resa, consegnando la città e le sue campagne ai romani, i Latini diedero fuoco a Satrico, e attaccarono Tuscolo, secondo loro doppiamente colpevole, perché città latina che aveva ottenuto la cittadinanza romana.
Mentre i Latini occupavano la città, i Tuscolani si ritirarono nella rocca, ed inviarono una richiesta d'aiuto ai romani. Questi inviarono immediati rinforzi agli ordini di Lucio
Quinzio e Servio Sulpicio, riuscendo a sconfiggere i Latini, ed a liberare la città alleata.

## Quinto tribunato consolare
Nel 370 a.C. fu eletto tribuno consolare con Servio Sulpicio Pretestato, Gaio Valerio Potito, Lucio Furio Medullino Fuso, Servio Cornelio Maluginense e Aulo Manlio Capitolino.
L'elezione interruppe un periodo di 5 anni, durante il quale a Roma non si erano eletti tribuni consolari, a causa del veto posto dai tribuni della plebe Gaio Licinio Calvo Stolone e Lucio Sestio Laterano, e fu dovuta all'attacco che Velletri portò a Tuscolo, città alleata dei romani.
I Romani respinsero gli attaccanti nella loro città, che fu posta sotto assedio, senza però riuscire ad espugnarla.

## Sesto tribunato consolare
Nel 367 a.C. fu eletto tribuno consolare con Marco Geganio Macerino, Lucio Veturio Crasso Cicurino, Marco Cornelio Maluginense, Publio Manlio Capitolino e Aulo Cornelio Cosso.
Alla notizia dell'avvicinarsi dei Galli, Marco Furio Camillo fu nominato dittatore per la quinta volta.